# 狗岭
狗岭是中国海南省三亚市的最高峰，位于吉阳区狗岭路，海拔393米，可以鸟瞰三亚市容以及周边海湾，例如三亚湾、大东海、亚龙湾，也能看到中国海军榆林港。
该山峰被凤凰岭海誓山盟景区占据，故三亚市民往往也称其为凤凰岭，景区内建有索道、栈桥等设施。2019年，“凤凰岭”被列入不规范地名，需要再次改名。